# دوران طلایی یونان

دوران طلایی، اثر پیترو دا کورتونا.

دوران طلایی (به یونانی: χρύσεον γένος) اصطلاحی اساطیری و افسانه‌ای از یونان باستان است که به یکی از چهار یا پنج دورهٔ زندگی انسان اشاره دارد. دوران یا عصر طلایی (زرین) اولین دورانی است که انسان در آن زندگی می‌کرده با ویژگی کمال و معصومیت؛ و در ادامهٔ آن به ترتیب دوران نقره‌ای یا عصر سختی و تباهی، عصر برنزی یا برنجی یا دورهٔ جنگ و تنگدستی؛ عصر قهرمانی که در آن جهان پر از نیمه‌خدایان و قهرمانان شد؛ و سپس دوران حاضر، یعنی دوران آهن آمده‌اند. دوران طلایی، دورانی بسیار کهن است که با صلح، هارمونی، ثبات و رفاه شناخته می‌شود. در این دوران انسان برای غذا خوردن، نیازی به کار کردن نداشته و مدت بسیار زیادی با چهرهٔ جوان زندگی می‌کرده‌است.